# São Geraldo do Araguaia (kommun)
São Geraldo do Araguaia är en kommun i Brasilien.   Den ligger i delstaten Pará, i den centrala delen av landet, 1 100 km norr om huvudstaden Brasília. Antalet invånare är 25 584.
Följande samhällen finns i São Geraldo do Araguaia:
- São Geraldo do Araguaia

Omgivningarna runt São Geraldo do Araguaia är huvudsakligen savann. Runt São Geraldo do Araguaia är det glesbefolkat, med 8 invånare per kvadratkilometer.